# Leroy Van Dyke
Leroy Frank Van Dyke (* 4. Oktober 1929 in Spring Fork, Missouri) ist ein US-amerikanischer Country-Sänger und Songwriter, der ab Ende der 1950er Jahre mit Hits wie Auctioneer und Walk on By bekannt wurde.

## Anfänge
Van Dyke wollte ursprünglich Farmer werden. Während seines Landwirtschaftsstudiums an der Universität von Missouri begann er mit dem Gitarrespielen. In diesen Jahren entwickelte sich seine Leidenschaft für Country-Musik. Nach Abschluss seines Studiums in den Hauptfächern Tierzucht und Journalismus arbeitete er zunächst als Redakteur für landwirtschaftliche Belange bei einer Zeitung und kurzzeitig als Viehauktionator.
1951 wurde er zur Armee eingezogen und verbrachte ein Jahr in Korea. Hier hatte er mehrfach Gelegenheit zu musikalischen Auftritten. Außerdem schrieb er den Song Auctioneer, in den eigene Erfahrungen einflossen und der ihm wenig später den Einstieg in die Country-Szene ermöglichte.

## Karriere
Der Gewinn eines Talentwettbewerbs führte 1956 zu einem Schallplattenvertrag. Seine erste Single mit dem Song Auctioneer verkaufte sich mehr als 2,5 Millionen Mal und schaffte es sowohl in die Country-Top-Ten als auch in die Pop-Top-20. Allerdings wurde er von seinem Manager betrogen, der sich unberechtigterweise als Koautor ausgab und die Hälfte der Tantiemen vereinnahmte. Der Anfangserfolg konnte zunächst nicht wiederholt werden, die nachfolgenden Singles floppten ausnahmslos. Ab 1957 trat er regelmäßig in der Fernsehshow Ozark Jubilee auf.

Leroy van Dyke – Walk on By

1961 zog Van Dyke nach Nashville und wechselte zum Mercury-Label. Hier gelang ihm im gleichen Jahr mit dem von Shelby Singleton produzierten Walk on By ein Superhit, der sich 19 Wochen hintereinander an der Spitze der Country-Charts hielt und in der Pop-Hitparade bis auf Platz fünf vorrückte. Walk on By, Wait on the Corner, das von einer „verbotenen Liebe“ handelt, bei der sich Mann und Frau nicht gemeinsam in der Öffentlichkeit zeigen können, war damit einer der größten Country-Hits der 1960er Jahre. Zum Erfolg trug auch ein perfektes Arrangement und die Mitwirkung erstrangiger Studiomusiker bei.
1962 wurde Van Dyke Mitglied der Grand Ole Opry. Im selben Jahr schaffte er mit If a Woman Answers (Hang Up the Phone) noch einmal Platz drei der Country-Charts. Danach blieben die Erfolge aus. Auch ein mehrfaches Wechseln des Labels brachte keine Verbesserung, obwohl er noch bis in die 1980er Jahre im Geschäft blieb. 1967 wirkte er in dem Spielfilm What Am I Bid? mit, in dem er einen Auktionator darstellte.

## Diskografie

### Alben
- 1961: Walk On By (Mercury)
- 1963: Movin’ Van Dyke (Mercury)
- 1963: Leroy Van Dyke’s Greatest Hits (Mercury)
- 1964: Songs for Mom & Dad (Mercury)
- 1964: Leroy Van Dyke at the Trade Winds (Mercury)
- 1965: The Leroy Van Dyke Show (Warner Brothers)
- 1965: Out of Love (Mercury)
- 1966: Country Hits (Warner Brothers)
- 1968: Lonesome Is (Kapp)
- 1969: I’ve Never Been Loved (Harmony)
- 1969: Just a Closer Walk with Thee (Kapp)
- 1972: Greatest Hits-Leroy Van Dyke (Decca)
- 1977: Gospel Greats (Plant)
- 1979: Rock Relics (Plant)

### Singles
| Jahr | Titel Album                                                  | Höchstplatzierung, Gesamtwochen, AuszeichnungChartplatzierungen (Jahr, Titel, Album, Platzierungen, Wochen, Auszeichnungen, Anmerkungen) | Höchstplatzierung, Gesamtwochen, AuszeichnungChartplatzierungen (Jahr, Titel, Album, Platzierungen, Wochen, Auszeichnungen, Anmerkungen) | Höchstplatzierung, Gesamtwochen, AuszeichnungChartplatzierungen (Jahr, Titel, Album, Platzierungen, Wochen, Auszeichnungen, Anmerkungen) | Höchstplatzierung, Gesamtwochen, AuszeichnungChartplatzierungen (Jahr, Titel, Album, Platzierungen, Wochen, Auszeichnungen, Anmerkungen) | Anmerkungen |
| Jahr | Titel Album                                                  | DE | UK | US | Country | Anmerkungen |
| ---- | ------------------------------------------------------------ | --- | --- | --- | --- | ----------- |
| 1956 | The Auctioneer –                                             | — | — | US29 (15 Wo.)US | Country9 (1 Wo.)Country |             |
| 1961 | Walk on By Walk On By                                        | DE14 (16 Wo.)DE | UK5 (17 Wo.)UK | US5 (16 Wo.)US | Country1 (37 Wo.)Country |             |
| 1962 | If a Woman Answers (Hang Up the Phone) Movin’ Van Dyke       | — | — | US35 (7 Wo.)US | Country3 (12 Wo.)Country |             |
| 1962 | Big Man In a Big House –                                     | — | UK34 (3 Wo.)UK | — | — |             |
| 1962 | Black Cloud The Great Hits                                   | — | — | — | Country16 (7 Wo.)Country |             |
| 1964 | Happy to Be Unhappy –                                        | — | — | — | Country50 (1 Wo.)Country |             |
| 1964 | Night People –                                               | — | — | — | Country45 (3 Wo.)Country |             |
| 1965 | Anne of a Thousand Days –                                    | — | — | — | Country40 (5 Wo.)Country |             |
| 1966 | Roses from a Stranger I’ve Never Been Loved Before           | — | — | — | Country34 (8 Wo.)Country |             |
| 1967 | I’ve Never Been Loved Before                                 | — | — | — | Country66 (4 Wo.)Country |             |
| 1968 | Louisville I’ve Never Been Loved Before                      | — | — | — | Country23 (11 Wo.)Country |             |
| 1968 | You May Be Too Much for Memphis, Baby Lonesome Is            | — | — | — | Country69 (5 Wo.)Country |             |
| 1969 | Crack in My World –                                          | — | — | — | Country56 (4 Wo.)Country |             |
| 1970 | An Old Love Affair, Now Showing –                            | — | — | — | Country63 (7 Wo.)Country |             |
| 1970 | Mister Professor –                                           | — | — | — | Country71 (2 Wo.)Country |             |
| 1971 | I Get Lonely When It Rains –                                 | — | — | — | Country62 (5 Wo.)Country |             |
| 1972 | I’d Rather Be Wantin’ Love –                                 | — | — | — | Country69 (6 Wo.)Country |             |
| 1975 | Unfaithful Fools –                                           | — | — | — | Country79 (6 Wo.)Country |             |
| 1976 | Who’s Gonna Run the Truck Stop in Tuba City When I’m Gone? – | — | — | — | Country75 (7 Wo.)Country |             |
| 1977 | Texas Tea –                                                  | — | — | — | Country77 (6 Wo.)Country |             |

Weitere Singles
- 1966: You Couldn’t Get My Love Back (If You Tried)